# Ahmad Kazemi
 (juillet 2025).
Le contenu est difficilement compréhensible vu les erreurs de traduction, qui sont peut-être dues à l'utilisation d'un logiciel de traduction automatique.
Ahmad Kazemi (persan : احمد کاظمی) né le 22 juillet 1958 Nadjafabad (Ispahan) et mort le 9 janvier 2006 est un commandant iranien du Corps des gardiens de la révolution islamique et l'un des commandants les plus notables de la guerre Iran-Irak .  Son père, Eshghali, était un commandant de l'armée impériale d'Iran mais s'est retiré en 1974 avant le début de la révolution iranienne. Ils ont déménagé au Liban en 1975. Ahmad et son père rejoignent les combattants du sud du Liban. Avec l'émergence de la révolution iranienne, il lutte contre la monarchie. Après la victoire de la Révolution et la création du CGR (Sepah) en 1980, il rejoint le Sepah et se rend au Kurdistan en 1981 pour réprimer les ennemis nationaux de la révolution.

## Carrière militaire
Au début de la guerre Iran-Irak, il a rejoint la guerre avec un groupe de 50 membres sur les fronts d'Abadan et a commencé à se battre avec l'Irak. À la fin de la guerre, le groupe de 50 membres est devenu une division puissante et importante de Sepah. La présence directe sur la ligne de front entraîne des blessures à la jambe, aux mains et au dos. Un de ses doigts a été coupé. Après la fin de la guerre, il a fréquenté l'université et obtenu un baccalauréat en géographie et une maîtrise en gestion et dépenses de défense. Il a fait ses études doctorales dans le domaine de la défense nationale. Il a été nommé commandant des forces terrestres du Corps des gardiens de la révolution islamique le 1er juin 2005 par le chef suprême Ali Khamenei. Il était l'un des conseillers militaires des présidents Hachemi Rafsanjani et Mahmoud Ahmadinejad.

## Commandant de l'IRGC Air Force
Ahmad Kazemi a été nommé commandant de la 14e division de l'Imam Hossein le 18 décembre 1997, puis nommé commandant des Forces aériennes de l'Armée des gardiens de la révolution islamique (IRGC AF) le 29 juin 2000.
Pendant son mandat dans l'IRGC Air Force, Kazemi a pris des mesures efficaces pour améliorer la qualité de l'armée de l'air en termes d'organisation et de structure, et pour la première fois équipé l'IRGC AF avec un appui aérien rapproché Sukhoi Su-25, et équipé le Organisation d'hélicoptères IRGC AF avec des hélicoptères Mil Mi-17 achetés. Il était également en contact avec l'unité de missiles du CGRI et a aidé Hassan Tehrani Moghaddam à développer des projets de missiles balistiques.
Lorsque le tremblement de terre de Bam s'est produit en 2003, Kazemi a mobilisé la flotte AFGC AFC pour secourir les victimes du tremblement de terre de Bam en préparant l'aéroport de Bam. De telle manière qu'un avion et un hélicoptère ont volé toutes les 13 minutes et un total de 30 mille blessés ont été déplacés par la flotte AFGC AFC.

## Vie privée
Il se marie en 1978. Il a deux fils, Mohammad Mehdi (né en 1980) et Saeed (né en 1989). Son fils aîné, Mohammad Mehdi est ingénieur civil.

## Mort
Ahmad Kazemi est tué dans un accident d'avion près d'Urmia. Selon le Réseau de la sécurité aérienne  l'avion « s'est écrasé dans un champ dans de mauvaises conditions météorologiques... Les rapports indiquent que l'équipage n'a pas obtenu trois verts après avoir sélectionné le train baissé lors de l'approche de l'aéroport d'Orumiyeh. Un survol a été effectué afin que la tour de contrôle puisse observer l'état du train d'atterrissage. Pendant son vol, l'avion a subi une double extinction du moteur, apparemment à cause du givrage du moteur. Un atterrissage d'urgence a été tenté dans un champ, mais le Falcon s'est écrasé » . Ali Khamenei assiste aux funérailles.

## Voir également
- Mehdi Zeinoddin
- Mohammad Ebrahim Hemmat